# Station Motomachi (Hyogo)

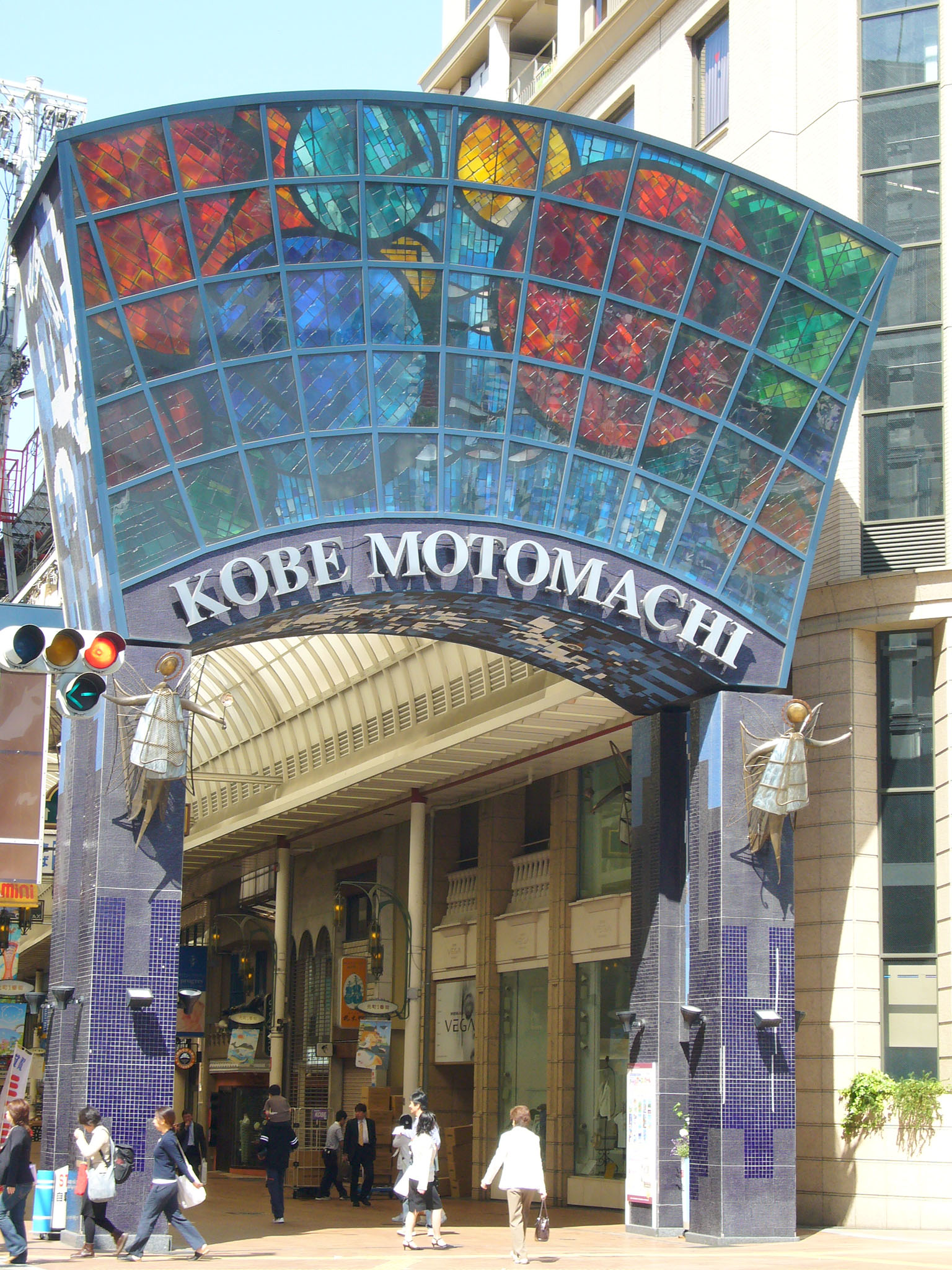
Ingang van de Motomachi-winkelpromenade

Station Motomachi (元町駅, Motomachi-eki) is een spoorwegstation in de wijk Chūō-ku in Kobe, Japan. Het wordt aangedaan door de JR Kobe-lijn (JR), de Hanshin-lijn en de Kōbe Kōsoku-lijn (beiden van Hanshin). De perrons voor JR bevinden zich bovengronds, de perrons van Hanshin ondergronds.

## Lijnen

### JR West
| 1 | ■ JR Kobe-lijn  | richting Nishi-Akashi en Himeji        |
| 2 | ■ JR Kobe-lijn  | richting Nishi-Akashi en Himeji        |
| 3 | ■ JR Kobe-lijn  | richting Sannomiya, Amagasaki en Osaka |
| 4 | ■ JR Kobe-lijn: | richting Sannomiya, Amagasaki en Osaka |

### Hanshin
| 1 | ■ Hanshin-lijn                  | richting Koshien, Amagasaki en Namba  |
| 2 | ■ Hanshin-lijn/Kobe Kosoku-lijn | richting Sanyo Akashi en Sanyo Himeji |

## Geschiedenis
Het station werd in 1934 geopend aan de spoorlijn tussen de stations Sannomiya en Kōbe. In 1936 werd er een gedeelte voor de Hanshin-lijn geopend.

## Overig openbaar vervoer
Bussen 2, 7, 90 en 92 van het busnetwerk van Kōbe.
(Tōkaidō-lijn<<) · Ōsaka · Tsukamoto · Amagasaki · Tachibana · Koshienguchi · Nishinomiya · Sakura-Shukugawa · Ashiya · Konan-Yamate · Settsu-Motoyama · Sumiyoshi · Rokkomichi · Nada · Sannomiya · Motomachi · Kōbe · Hyōgo · Shin-Nagata · Takatori · Suma-Kaihinkōen · Suma · Shioya · Tarumi · Maiko · Asagiri · Akashi · Nishi-Akashi · Okubo · Uozumi · Tsuchiyama · Higashi-Kakogawa · Kakogawa · Hoden · Sone · Himeji-Bessho · Gochaku · Himeji · (>>Sanyō-lijn) 

Wadamisaki-lijn: Hyōgo · Wadamisaki